# Harriet Anne Hooker Thiselton-Dyer

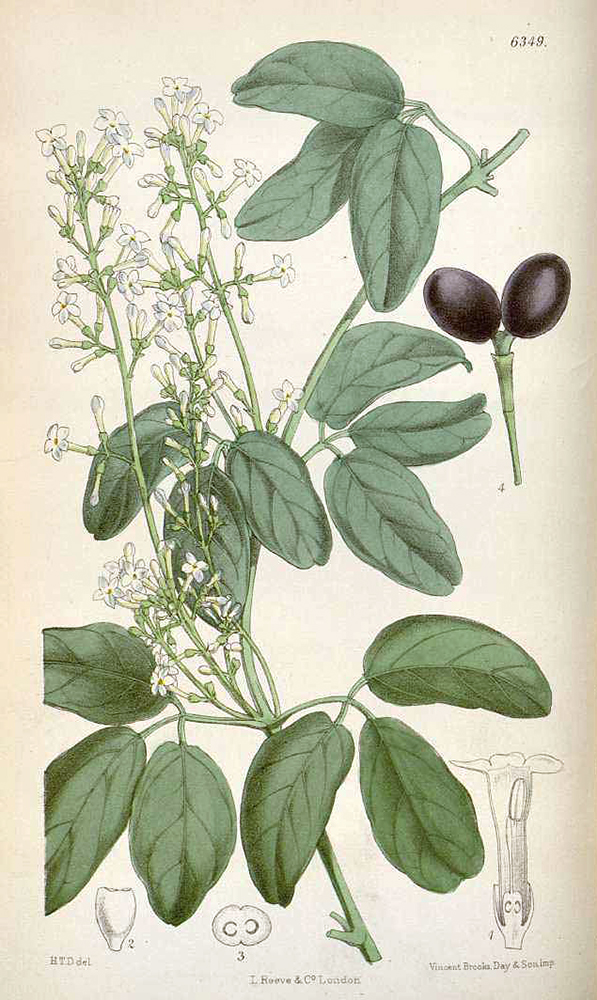
Illustration d'un Jasminum didymum par Harriet Anne Thiselton Dyer tiré de la revue Curtis's Botanical Magazine (1878)

Harriet Anne Hooker Thiselton-Dyer (1854-1945) est une illustratrice botanique britannique appartenant à une famille de botanistes illustres : elle est la fille de Joseph Dalton Hooker (1817-1892), l'un des plus grands botanistes anglais du XIXe siècle, lui-même fils de William Jackson Hooker qui modernisa les prestigieux jardins royaux de Kew et dirigea la section illustration de la revue de référence Curtis's Botanical Magazine. Sa mère, Frances Harriet Henslow, est la fille du botaniste et professeur à l'université de Cambridge John Stevens Henslow. Harriet Anne épouse en 1877 le botaniste William Turner Thiselton-Dyer qui sera à son tour directeur des jardins royaux de Kew de 1885 à 1905.
Après avoir consacré sa vie à l'illustration botanique et au jardinage auprès de son père puis de son mari aux jardins de Kew, elle meurt peu de jours avant Noël 1945 dans sa maison de Bere Alston dans le Devon.

## Ses débuts dans l'illustration botanique
Tout comme sa mère Frances et sa grand-mère Maria, Harriet assiste les travaux scientifiques des botanistes de sa famille et s'initie à l'illustration. Elle étudie auprès du collaborateur de son père et célèbre illustrateur du Curtis's Botanical Magazine Walter Hood Fitch et lui succède en 1877 sur l'élaboration de nombreuses planches lorsque ce dernier se querelle avec Joseph Dalton Hooker et quitte le magazine.
En 1894-1895, elle peint quelque 550 copies de peintures d'orchidées du botaniste brésilien João Barbosa Rodrigues, grâce à un prêt du botaniste belge Alfred Cogniaux pour illustrer un ouvrage sur la flore brésilienne. Malheureusement, les dessins originaux ont disparu au Brésil quelque temps après la mort de Rodrigues en 1909 : les copies réalisées par Thiselton-Dyer et conservées à Kew Gardens représentent donc une ressource d'une valeur unique sur le travail du botaniste et illustrateur brésilien.
Sa signature abrégée est HTD.

## Un talent pour le jardinage
Harriett a la réputation d’avoir la main verte et d’être capable de faire pousser des plantes que le personnel jardinier des jardins de Kew, et bien d’autres, n’étaient pas capable de planter. D’arcy Thompson rapporte qu’un jour il lui avait envoyé des feuilles de Goodyères rampantes entre des feuilles de journal et qu'au lieu de les ajouter à son herbier elle les avait plantées !
William Dallimore qui fut étudiant en jardinage à Kew en 1891 rapporte que Harriet prit notamment en charge les fontaines des jardins. « Nous ne pouvions pas comprendre pourquoi le directeur autorisait les femmes à interférer dans le domaine du jardin. »